# I travestiti vanno in Paradiso
I travestiti vanno in Paradiso è un libro autobiografico del 2007 di Maurizia Paradiso, pubblicato da Aliberti Editore.

## Contenuto
Il libro è un'autobiografia della vita della conduttrice televisiva, ex showgirl ed ex attrice pornografica transessuale Maurizia Paradiso, intervistata dalla giornalista Stefania Vitulli, che parte dalla sua infanzia nel quartiere popolare di Niguarda, a Milano, tra gli anni '50 e '60, come figlio illegittimo di un ortofrutticolo di nome Luigi Paradiso e di Bruna Oliva, prostituta diciottenne che lo lascia spesso in casa o al cinema da solo, mentre va a prostituirsi. Maurizio passa un'infanzia ancora più difficile quando la madre viene arrestata e lui si trova a vivere tra collegi, molestie e suore violente: con l'adolescenza scopre il travestitismo e gli ormoni femminili, infine la prostituzione per pagarsi i primi interventi chirurgici al seno. Nel 1978, a soli 23 anni, parte per Londra e ottiene l'intervento di riassegnazione sessuale all'ospedale di Charing Cross: Maurizio diventa Maurizia, un cambiamento qui narrato con la partecipazione alle lotte che Pina Bonanno aveva scatenato per ottenere una legge per il cambio di sesso anche in Italia (che fu ottenuta nel 1982); inizia una nuova vita come personaggio trasgressivo col nome di "Laura Kelly" nell'avanspettacolo al teatro Smeraldo di Milano, nella pornografia, in matrimoni altolocati e nei programmi tv nazionali negli anni '80 e '90 come il celebre Colpo grosso. Il libro poi affronta il rapporto tormentato con sua madre, lei stessa una trovatella, che aveva costruito altro dolore in un assurdo gioco autodistruttivo ("Io non ho mai avuto una madre e non vedo perché devi averla tu").